# ونسویل (مریلند)
ونسویل، مریلند (به انگلیسی: Vansville, Maryland) یک منطقهٔ مسکونی در ایالات متحده آمریکا است که در Prince George's County واقع شده‌است.